# Ibragimowski selsowet
Der Ibragimowski selsowet (russisch Ибрагимовский сельсовет) ist eine Landratsgemeinde (selsowet) in Russland. Sie liegt im Tschischminski rajon der Republik Baschkortostan. Verwaltungssitz ist das Dorf Ibragimowo.

## Dörfer
In der Landratsgemeinde liegen folgende Dörfer:
- Ibragimowo (russisch Ибрагимово)
- Bikejewo (russisch Бикеево)
- Perwomajski (russisch Первомайский)
- Petrjajewo (russisch Петряево)
- Repjewka (russisch Репьевка)
- Wischnewka (russisch Вишневка)

## Demographie
| Jahr | Einwohner |
| ---- | --------- |
| 2002 | 1666      |
| 2009 | 1707      |
| 2010 | 1561      |
| 2012 | 1529      |
| 2013 | 1491      |
| 2014 | 1457      |
| 2015 | 1419      |
| 2016 | 1396      |
| 2017 | 1354      |